# Paraclimenes
Paraclimenes is een geslacht van kreeftachtigen uit de klasse van de Malacostraca (hogere kreeftachtigen).

## Soorten
- Paraclimenes franklini (Bruce, 1990)
- Paraclimenes gorgonicola (Bruce, 1969)
- Paraclimenes seticauda (Bruce, 2008)
- Paraclimenes setirostris (Bruce, 1991)